# Vordeck
Als Vordeck, auch Vorderdeck, wird das Deck, genauer das Oberdeck, über dem Vorschiff von Segelbooten bezeichnet, zu dem es oft dazugezählt wird. Auf Motoryachten macht es oft den gesamten Teil des vor dem Steuerstand liegenden Decks aus, auf Segelschiffen gilt das sich vor dem vorderen Mast, dem Fockmast liegende Stück des Oberdecks als Vordeck.